# Dendropanax parvifloroides
Dendropanax parvifloroides är en araliaväxtart som beskrevs av C.N.Ho. Dendropanax parvifloroides ingår i släktet Dendropanax och familjen Araliaceae. Inga underarter finns listade.